# Stinna Kaastrup
Stinna Tange Kaastrup (née le 13 juillet 1994) est une cavalière handisport danoise de dressage.

## Biographie
Stinna Kaastrup naît sans jambes. Elle commence à monter à cheval à 6 ans et l'équitation handisport à 13 ans. En 2010, à 16 ans, elle peut prendre part à des compétitions internationales. Elle remporte une médaille d'argent aux Jeux équestres mondiaux de 2010, une médaille d'or et une d'argent aux championnats d'Europe 2011, et une médaille de bronze aux championnats d'Europe 2012.
Aux Jeux paralympiques d'été de 2016 à Rio de Janeiro, Kaastrup et son hongre de 15 ans Horsebo Smarties remportent deux médailles de bronze, dans le Grand Prix Individuel catégorie Ib et le Grand Prix libre catégorie Ib.
Aux Championnats d'Europe 2017 à Göteborg, en Suède, elle a remporté une médaille de toutes les couleurs.
Elle remporte son premier titre mondial aux Jeux équestres mondiaux de 2018, les classements généraux de l'épreuve Individuelle et de la reprise libre en musique de la catégorie II.
Elle décide d'arrêter sa carrière après n'avoir pas été retenue en juillet 2021 dans l'équipe du Danemark pour les Jeux paralympiques d'été de 2020 à Tokyo.
Elle est présente aux Jeux équestres mondiaux de 2022 en tant que commentatrice.